# Nambikwares
Els nambikwares (també denominats nambikuáres) són un poble indígena nadiu del Brasil, que habita en el Amazones. En l'actualitat compta amb uns 2.332 integrants que viuen en territoris indígenes en l'estat brasiler del Mato Grosso a la vora dels rius Guaporé i Juruena. Es pot accedir a les seves viles des de la carretera panamericana.

## Nom
Els nambikwares també són anomenats poble alaketesu, anunsu, nambikwara, o nambiquara.

## Idioma
El poble nambikwara parla la llengua nambikwara del sud, que forma part de les llengües nambikwares. Existeix un diccionari i una gramàtica de l'idioma, que ha estat escrita en l'alfabet llatí.

## Història
Els nambikwares van ser contactats per primera vegada en 1770 però no va ser sinó fins al segle XX quan han estat en contacte prolongat amb els europeus, quan l'oficial de l'exèrcit mariscal Cândido Rondon va passar pel territori nambikwara durant la instal·lació de línies del telègraf. Rondon va estimar que en aquest llavors el poble nambikwara estava format per uns 10 000 individus. Poc després d'establir contacte amb els brasilers europeus, diverses epidèmies de xarampió i verola van delmar la població fins que cap a 1930 només eren uns 500 individus.
La cultura del poble nambikwara ha estat estudiada per l'antropòleg francès Claude Lévi-Strauss, i posteriorment va ser posteriorment analitzada pel filòsof Jacques Derrida en la seva obra Sobre la gramatologia.

## Bandes i subgrups
La nació nambikuara està conformada per nombroses bandes petites cadascuna de les quals posseeix la seva denominació pròpia.
- Nambikwara do Sarare
  - Kabixí do Mato Grosso
- Nambikwara do Campo del Mato Grosso — Rondônia
  - Halotesu
  - Hithaulu
  - Sawentesu
  - Wakalitesu
- Nambikwara do Norte de Rondônia — Mato Grosso
  - Lakondê
  - Latundê, A.I. Tubarão-Latunde.
  - Mamaindê, A.I. Pirineus de Souza, y A.I. Vale do Guaporé
  - Nambikwara
  - Manduka, A.I. Pirineus de Souza
  - Negarotê, A.I. Vale do Guaporé
  - Tagnaní
  - Tamaindé
  - Tawandê
  - Tawitê o Tauite.
- Nambikwara do Sul del Mato Grosso 
  - Alaketesu
  - Alantesu
  - Galera
  - Hahaintesu, A.I. Vale do Guaporé
  - Kabixí
  - Munduka
  - Waikisu, A.I. Vale do Guaporé
  - Wasusu, A.I. Vale do Guaporé
- Sabanê
  - Sabanê, A.I. Pirineus de Souza